# Giro de Italia 1922
La 10.ª edición del Giro de Italia se disputó entre el 24 de mayo y el 11 de junio de 1922, con un recorrido de 10 etapas y 3095 km, que el vencedor completó a una velocidad media de 25,856 km/h. La carrera comenzó y terminó en Milán.
Tomaron la salida 75 participantes, todos italianos, de los cuales 15 llegaron a la meta final. 
Giovanni Brunero, ganador el año anterior, logró su segundo Giro de Italia, imponiéndose a Bartolomeo Aimo y Giuseppe Enrici.

## Etapas
| Etapa | Fecha     | Recorrido                         | Distancia (km) | Ganador             | Líder            |
| ----- | --------- | --------------------------------- | -------------- | ------------------- | ---------------- |
| 1.ª   | 24 de may | Milán-Padua                       | 326,1          | Gaetano Belloni     | Gaetano Belloni  |
| 2.ª   | 26 de may | Padua-Portorose                   | 268            | Costante Girardengo | Gaetano Belloni  |
| 3.ª   | 28 de may | Portorose-Bolonia                 | 375,6          | Gaetano Belloni     | Gaetano Belloni  |
| 4.ª   | 30 de may | Bolonia-Pescara                   | 367,1          | Alfredo Sivocci     | Bartolomeo Aymo  |
| 5.ª   | 1 de jun  | Pescara-Nápoles                   | 267,1          | Bartolomeo Aymo     | Bartolomeo Aymo  |
| 6.ª   | 3 de jun  | Nápoles-Roma                      | 254,3          | Pietro Linari       | Bartolomeo Aymo  |
| 7.ª   | 5 de jun  | Roma-Florencia                    | 319            | Giovanni Brunero    | Giovanni Brunero |
| 8.ª   | 7 de jun  | Florencia-Santa Margherita Ligure | 292,4          | Luigi Annoni        | Giovanni Brunero |
| 9.ª   | 9 de jun  | Génova-Turín                      | 277,4          | Bartolomeo Aymo     | Giovanni Brunero |
| 10.ª  | 11 de jun | Turín-Milán                       | 348,5          | Giovanni Brunero    | Giovanni Brunero |
| Total | Total     | Total                             | 3095,5         |                     |                  |

## Clasificaciones
| Clasificación general |                    |               |                    |
| Ciclista              | Ciclista           | Equipo        | Tiempo             |
| --------------------- | ------------------ | ------------- | ------------------ |
| 1.º                   | Giovanni Brunero   | Legnano       | 119 h 43 min 00 s  |
| 2.º                   | Bartolomeo Aymo    | Legnano       | + 12 min 29 s      |
| 3.º                   | Giuseppe Enrici    | Legnano       | + 1 h 35 min 33 s  |
| 4.º                   | Alfredo Sivocci    | Legnano       | + 1 h 52 min 13 s  |
| 5.º                   | Domenico Schierano | Lygie         | + 4 h 17 min 42 s  |
| 6.º                   | Pietro Aymo        | Legnano       | + 5 h 28 min 58 s  |
| 7.º                   | Paride Ferrari     | Peugeot       | + 6 h 14 min 55 s  |
| 8.º                   | Nicola Di Biase    | Independiente | + 8 h 39 min 36 s  |
| 9.º                   | Romolo Lazzaretti  | Independiente | + 10 h 28 min 45 s |
| 10.º                  | Dino Bertolino     | Independiente | + 10 h 59 min 00 s |

### Clasificación por equipos
| Clasificación por equipos |         |        |
| Equipo                    | Equipo  | Tiempo |
| ------------------------- | ------- | ------ |
| 1.º                       | Legnano | -      |